# Крузейру-ду-Сул (аэропорт)
Международный аэропорт Крузейру-ду-Сул (порт. Aeroporto Internacional de Cruzeiro do Sul) (Код ИАТА: CZS) — бразильский аэропорт, обслуживающий как город Крузейру-ду-Сул, так и города Родригис Алвис и Мансиу-Лима, входящие в штат Акри и Гуажара (штат Амазонас) . В аэропорту производятся региональные, национальные и международные рейсы, аэропорт также имеет способность принимать самолёты Boeing 737 .
Является самым западным аэропортом Бразилии . Из-за проблем на дороге, которая связывает Крузейру-ду-Сул со столицей штата Акри, Риу-Бранку, аэропорт Крузейру-ду-Сул стал единственной связью между городами запада Акри со столицей. Аэропорт находится в 653 км от Риу-Бранку.

## История
Аэропорт был открыт 28 октября 1970 года.
Управляется компанией Infraero с 31 марта 1980 года .
В 1994 году была преобразована взлётно-посадочная полоса . В 2008 году была проведена небольшая реконструкция полосы, при которой была добавлена система дренажа .
В 2009 году был открыт новый пассажирский терминал  С реформой аэропорт получил зал выставок 250 м² с парковкой для 90 транспортных средств .
Пропускная способность пассажирского терминала была увеличена до 300 000 пассажиров в год , стремясь к увеличению движения пассажиров в течение следующих лет.

## Авиалинии и направления

### Национальные рейсы
| Авиалинии | Назначения                                        | Самолёт    |
| GOL       | Форталеза, Белен, Манаус, Порту-Велью, Риу-Бранку | Boeing 737 |
| TRIP      | Риу-Бранку, Порту-Велью и Куяба                   | ATR 72     |

### Международные рейсы
| Авиалинии | Назначения |
| --------- | ---------- |
| Star Perú | Пукальпа   |

## Аэропорт

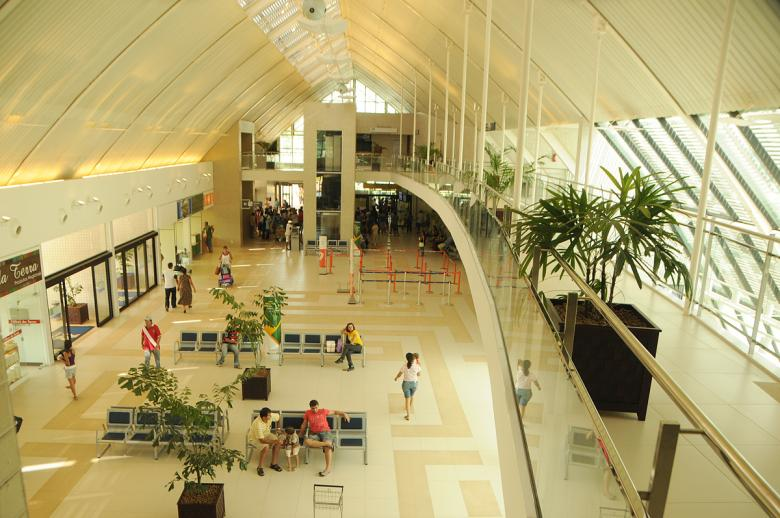
Аэропорт Крузейру-ду-Сул

До августа 2010 года аэропорт занимал 10-е место в списке среди самых загруженных аэропортов северного региона Бразилии, и 47-е в списке среди самых загруженных аэропортов Бразилии .

### Количество пассажиров
| Год  | Количество пассажиров | % Сравнение с предыдущим годом |
| ---- | --------------------- | ------------------------------ |
| 2003 | 39 673                | 21,9%                          |
| 2004 | 44 640                | 12,5%                          |
| 2005 | 60 910                | 36,4%                          |
| 2006 | 73 227                | 20,2%                          |
| 2007 | 82 612                | 12,8%                          |
| 2008 | 88 460                | 7,2%                           |
| 2009 | 96 778                | 9,4%                           |
| 2010 | 85 944*               | 12,13%**                       |

* Подсчёт до сентября 2010 .
** Сравнение с тем же самым периодом 2009 (январь-август) .

### Ежемесячное движение 2010[6]
| Месяц   | Национальные воздушные судна | Международные воздушные судна | Итоговое кол-во воздушных судов | Пассажиры национальных рейсов | Пассажиры международных рейсов | Общее кол-во пассажиров |
| ------- | ---------------------------- | ----------------------------- | ------------------------------- | ----------------------------- | ------------------------------ | ----------------------- |
| Январь  | 420                          | 2                             | 422                             | 9635                          | 2                              | 9637                    |
| Февраль | 397                          | 0                             | 397                             | 9 716                         | 0                              | 9716                    |
| Март    | 509                          | 0                             | 509                             | 8730                          | 0                              | 8730                    |
| Апрель  | 520                          | 1                             | '521                            | 5302                          | 1                              | 5303                    |
| Май     | 568                          | 9                             | 577                             | 11 175                        | 117                            | 11 292                  |
| Июнь    | 565                          | 7                             | 572                             | 9219                          | 0                              | 9219                    |
| Июль    | 547                          | 6                             | 535                             | 9987                          | 25                             | 10 003                  |
| Август  | 657                          | 1                             | 658                             | 9426                          | 0                              | 11.426                  |
| Итог    | 4183                         | 26                            | 4209                            | 75 181                        | 145                            | 75 326                  |

### Характеристики
- Площадь аэропорта: 15 712 860,00 м²
- Площадь авиа сектора: 22 500 м²
- Широта: 7º35'57s
- Долгота: 72º46'8w
- Пассажирский терминал: 3000 м²
- Топливное обслуживание: авиационный бензин и QAV-1